# Torre de Perutxó
La Torre de Perutxó és una obra romànica de Cabó (Alt Urgell) inclosa a l'Inventari del Patrimoni Arquitectònic de Catalunya.

## Descripció
Torre situada a la vall de Cabó, a l'extrem del Cap de la vall i sota el Boumort. És de planta irregular i fa entre 6 i 7 metres d'alçada. La teulada és a una vessant. Interiorment està dividit entre planta baixa i un pis. La façana principal es troba al nord i té una porta d'arc de mig punt. El parament és de pedra irregular unides sense fer filades, excepte les pedres cantoneres que son més regulars i estan desbastades.